# 10h17 AZF, chronique d'une blessure toulousaine
Pour plus de détails, voir Fiche technique et Distribution.
10h17 AZF, chronique d'une blessure toulousaine est un film documentaire de Fabrice Valéry réalisé en 2011 pour France 3 à l'occasion du dixième anniversaire de l'explosion de l'usine AZF de Toulouse et diffusé le 21 septembre 2011 à 23h55 sur France 3 Midi-Pyrénées et Languedoc Roussillon. En évoquant, à travers les souvenirs d'une dizaine de témoins, la minute qui a précédé l'explosion et celle qui l'a suivi, le film de 52 minutes traite du travail de mémoire des victimes et des acteurs d'un tel drame quand toute trace a disparu dans la ville. Il ne s'agit pas d'un travail d'enquête sur les raisons et les circonstances de l'explosion de l'usine chimique. La voix off du film est assuré par l'acteur Michael Lonsdale,,.